# (1178) Irmela
(1178) Irmela – planetoida z pasa głównego asteroid okrążająca Słońce w ciągu 4 lat i 142 dni w średniej odległości 2,68 au. Została odkryta 13 marca 1931 roku w Landessternwarte Heidelberg-Königstuhl w Heidelbergu przez Maxa Wolfa. Nazwa planetoida pochodzi od Irmeli Ruski, żony Ernsta Ruski, niemieckiego fizyka, laureata Nagrody Nobla, w 1986 roku. Przed nadaniem nazwy planetoida nosiła oznaczenie tymczasowe (1178) 1931 EC.